# Opera Mobile
Opera Mobile é um navegador para smartphones, tablets e PDAs desenvolvido pela companhia Opera Software. A primeira versão do Opera Mobile foi lançada em 2000 para Psion Series 7 e netBook. Hoje, o Opera Mobile está disponível para uma variedade de locais que vão em Windows Mobile, S60 ou o Sistema Operacional UIQ e também iOS e Android.

## Agilidade
O Opera mobile é um dos navegadores mais usados devido à velocidade de renderização e os controles eficientes o que o coloca na frente (ou anos-luz à frente como diz no site do software) de outros navegadores moveis.
Hoje o navegador é visivelmente mais rápido, e possui mais funções disponíveis do que o padrão da maioria dos telefones.

## Tecnologia
Suas tecnologias são baseadas no navegador para desktop,apesar da versão mobile perder em recursos.Seu motor de renderização é atualmente o Presto,pórem a Opera software revelou,que irá mudar seu motor de renderização para o webkit(variante Blinki),a mesma que irá ser utilizada pelo google no google chrome,com isso o opera mobile irá ser descontinuado,foi revelado que no seu lugar irá chegar um novo navegador móvel,por enquanto chamado de Opera Ice.Atualmente suporta as tecnologias html5,css3 e javascript.Assim como o firefox mobile e safari mobile,o opera mobile não suporta flash.

## Economia no plano de dados moveis
Sua tecnologia de pre-renderização reduz custos com dados em até 90%,sendo assim um dos navegadores moveis mais económico.

## Complementos
Os complementos disponiveis atualmente são:  
- Opera link,
- Opera unite,
- Opera mail,
- Opera turbo,
- Widgets do opera,
- Extensões do opera.

Uma das grandes novidades no que toca a extensões é a Opera mobile store.

## Opera mobile pre-instalado
Apesar do facil download,o opera mobile já vem instalado em alguns celulares,são alguns deles eles:
- Nokia N90
- lny Ericsson P1
- Sony Ericsson XPERIA X1
- HTC Touch Viva
- HTC Touch Diamond
- HTC Touch Diamond2
- HTC Touch Pro
- HTC Touch Pro 2
- HTC Touch HD
- HTC HD2
- Meizu M8
- Creative Zii
- Samsung i900 Omnia
- Samsung i8000 Omnia II
- Sendo X(16)
- Motorola ROKR E6
- Gradiente Neo IPHONE